# Herbaspirillum
Genre
Herbaspirillum est un genre de protéobactéries de la famille des Oxalobacteraceae, qui comprend une dizaine d'espèces.
Ce sont des bactéries à Gram négatif, microaérophiles, non fermentaires et fixatrices de l'azote.
Ces bactéries sont des endophytes colonisant les racines, les tiges et les feuilles de plantes de la famille des Poaceae (graminées).

## Liste d'espèces
Selon Catalogue of Life (6 janvier 2018) :
- Herbaspirillum aquaticum Dobritsa & al., 2010
- Herbaspirillum aurantiacum Carro & al., 2012
- Herbaspirillum autotrophicum (Aragno & Schlegel, 1978) Ding & Yokota, 2004
- Herbaspirillum canariense Carro & al., 2012
- Herbaspirillum chlorophenolicum Im & al., 2004
- Herbaspirillum frisingense Kirchhof & al., 2001
- Herbaspirillum hiltneri Rothballer & al., 2006
- Herbaspirillum huttiense (Leifson, 1962) Ding & Yokota, 2004 emend. Dobritsa & al., 2010
- Herbaspirillum lusitanum Valverde & al., 2003
- Herbaspirillum rhizosphaerae Jung & al., 2007
- Herbaspirillum rubrisubalbicans (Christopher & Edgerton, 1930) Baldani & al., 1996
- Herbaspirillum seropedicae Baldani & al., 1986 emend. Baldani & al., 1996
- Herbaspirillum soli Carro & al., 2012